# آن تاد
آن تاد (انگلیسی: Ann Todd؛ ۲۴ ژانویهٔ ۱۹۰۹ – ۶ مهٔ ۱۹۹۳) یک هنرپیشه اهل بریتانیا بود.
از فیلم‌ها یا برنامه‌های تلویزیونی که وی در آن نقش داشته است می‌توان به دستری دوباره می‌راند، دیوار صوتی، کاملاً غریبه اشاره کرد.